# Världsmästerskapet i basket för herrar
Världsmästerskapet i basket för herrar (officiellt FIBA World Cup) är en internationell basketturnering som arrangeras av Internationella basketförbundet (FIBA) och spelas sedan 1950. Vinnaren tilldelas Naismiths Trophy, döpt efter James Naismith som gav upphov till sporten. Turneringen spelas vart fjärde år.
Fram till VM 2014 spelades turneringen vid jämna årtal. Därefter lades cykeln om så turneringen spelas ojämna år före olympiska sommarspel, med start i och med VM 2019.

## Medaljörer
| År   | Värdland                      | Guld           | Silver        | Brons         | Fyra        |
| ---- | ----------------------------- | -------------- | ------------- | ------------- | ----------- |
| 1950 | Argentina                     | Argentina      | USA           | Chile         | Brasilien   |
| 1954 | Brasilien                     | USA            | Brasilien     | Filippinerna  | Frankrike   |
| 1959 | Chile                         | Brasilien      | USA           | Chile         | Taiwan      |
| 1963 | Brasilien                     | Brasilien      | Jugoslavien   | Sovjetunionen | USA         |
| 1967 | Uruguay                       | Sovjetunionen  | Jugoslavien   | Brasilien     | USA         |
| 1970 | Jugoslavien                   | Jugoslavien    | Brasilien     | Sovjetunionen | Italien     |
| 1974 | Puerto Rico                   | Sovjetunionen  | Jugoslavien   | USA           | Kuba        |
| 1978 | Filippinerna                  | Jugoslavien    | Sovjetunionen | Brasilien     | Italien     |
| 1982 | Colombia                      | Sovjetunionen  | USA           | Jugoslavien   | Spanien     |
| 1986 | Spanien                       | USA            | Sovjetunionen | Jugoslavien   | Brasilien   |
| 1990 | Argentina                     | Jugoslavien    | Sovjetunionen | USA           | Puerto Rico |
| 1994 | Kanada                        | USA            | Ryssland      | Kroatien      | Grekland    |
| 1998 | Grekland                      | FR Jugoslavien | Ryssland      | USA           | Grekland    |
| 2002 | USA                           | FR Jugoslavien | Argentina     | Tyskland      | Nya Zeeland |
| 2006 | Japan                         | Spanien        | Grekland      | USA           | Argentina   |
| 2010 | Turkiet                       | USA            | Turkiet       | Litauen       | Serbien     |
| 2014 | Spanien                       | USA            | Serbien       | Frankrike     | Litauen     |
| 2019 | Kina                          | Spanien        | Argentina     | Frankrike     | Australien  |
| 2023 | Filippinerna Japan Indonesien | Tyskland       | Serbien       | Kanada        | USA         |

### Medaljliga
| Pl. | Nation        | Guld | Silver | Brons | Totalt |
| --- | ------------- | ---- | ------ | ----- | ------ |
| 1   | USA           | 5    | 3      | 4     | 12     |
| 2   | Jugoslavien   | 3    | 3      | 2     | 8      |
| 2   | Sovjetunionen | 3    | 3      | 2     | 8      |
| 4   | Brasilien     | 2    | 2      | 2     | 6      |
| 5   | / Serbien     | 2    | 2      | 0     | 4      |
| 6   | Spanien       | 2    | 0      | 0     | 2      |
| 7   | Argentina     | 1    | 2      | 0     | 3      |
| 8   | Tyskland      | 1    | 0      | 1     | 2      |
| 9   | Ryssland      | 0    | 2      | 0     | 2      |
| 10  | Grekland      | 0    | 1      | 0     | 1      |
| 10  | Turkiet       | 0    | 1      | 0     | 1      |
| 12  | Chile         | 0    | 0      | 2     | 2      |
| 12  | Frankrike     | 0    | 0      | 2     | 2      |
| 14  | Filippinerna  | 0    | 0      | 1     | 1      |
| 14  | Kanada        | 0    | 0      | 1     | 1      |
| 14  | Kroatien      | 0    | 0      | 1     | 1      |
| 14  | Litauen       | 0    | 0      | 1     | 1      |

- Fotnot: Socialistiska federativa republiken Jugoslavien splittrades 1992. Efterföljande FR Jugoslaviens och Serbien och Montenegros historia räknas till nuvarande Serbiens.